# Погроза силою
Погроза силою (англ. threat of force) — термін у міжнародному праві на позначення ситуації між державами, яку британський правник Ян Браунлі схарактеризував як:
явна або прихована обіцянка уряду вдатися до застосування сили, зумовлена неприйняттям певних вимог цього уряду.
У преамбулі до Віденської конвенції про право міжнародних договорів 1969 року зазначено, що як погроза, так і саме застосування сили заборонені. Що більше, у статті 52 цієї конвенції встановлюється принцип, що якщо під час дипломатичних переговорів виникають загрози застосування сили, то будь-який укладений договір є недійсним: «Договір є недійсним, якщо його укладення забезпечила погроза силою або застосування сили, чим порушено засади міжнародного права, закріплені у Статуті Організації Об'єднаних Націй». 
За ст. 2 (4) Статуту ООН, погроза силою є prima facie неправомірним актом. Водночас ст. 51 Статуту ООН встановлює право держав на самооборону, стверджуючи про правомірність погрози силою у самообороні у відповідь на збройний напад, тобто на великомасштабне застосування сили, а за визначенням Міжнародного суду ООН, «погроза силою є правомірною, тільки якщо застосування сили, якою погрожують, є правомірним». З огляду на те, що мирний, тобто несиловий варіант розв'язання міжнародних спорів вважається за Статутом ООН єдино прийнятним, погрозу силою у відповідь на погрозу силою можна цілком правомірно розглядати як самооборонну дію. Такий вид самооборони британські дослідники Дж. Грін і Ф. Грімал називають «урівноважувальною погрозою».